# Otzbach
Otzbach ist ein Ortsteil von Geisa im Wartburgkreis in Thüringen. Der Ort liegt am Fuße des Naturschutzgebietes Arzberg.

## Lage
Otzbach liegt nordöstlich von Geisa etwa 500 Meter nördlich der Landesstraße 1026 von Geisa nach Dermbach am Fuße des 572 Meter hohen Arzberges mit dem gleichnamigen Naturschutzgebiet. 1000 Meter südlich befindet sich der Nachbarortsteil Geblar. Die Flur des Ortsteils befindet sich im Biosphärenreservat Rhön. Die geographische Höhe des Ortes beträgt 431 m ü. NHN.

## Geschichte
Im Jahre 1130 fand die urkundlich belegte Ersterwähnung des Dorfes statt. Otzbach gehörte bis 1815 zum hessischen Oberamt Fulda und wurde 1815 mit anderen Orten des Geisaer Amtes dem späteren Verwaltungsbezirk Dermbach des thüringischen Großherzogtums Sachsen-Weimar-Eisenach angegliedert.  1974 wurde Geblar nach Otzbach eingemeindet, beide Orte dann 1994 nach Geisa. Heute leben im Ortsteil 128 Einwohner.

## Naturdenkmale
Die zwei Linden vor dem Gemeindehaus wurden 1994 als Naturdenkmal ausgewiesen.